# Якушев, Максим Аскарович
Макси́м Аска́рович Я́кушев (род. 15 марта 1992) — российский легкоатлет, специалист по стипль-чезу. Выступает на профессиональном уровне с 2010 года, пятикратный чемпион России в беге на 3000 метров с препятствиями, победитель и призёр ряда крупных всероссийских стартов, участник Всемирной Универсиады в Кванджу. Представляет Свердловскую область. Мастер спорта России международного класса.

## Биография
Максим Якушев родился 15 марта 1992 года. Занимался лёгкой атлетикой в Екатеринбурге, проходил подготовку под руководством тренеров В. Ю. Попова и В. М. Вырышева.
Впервые заявил о себе на всероссийском уровне в сезоне 2010 года, когда в беге на 3000 метров с препятствиями выиграл серебряную медаль на чемпионате России среди юниоров в Чебоксарах.
В 2011 году в той же дисциплине выиграл зимний юниорский чемпионат России в Саранске, тогда как на летнем юниорском чемпионате России в Чебоксарах вновь стал вторым. Попав в состав российской сборной, выступил на юниорском европейском первенстве в Таллине.
В 2012 году получил серебро на зимнем молодёжном чемпионате России в Саранске, завоевал золото на летнем молодёжном чемпионате России в Ерино.
В 2013 году стал серебряным призёром молодёжного всероссийского первенства в Чебоксарах, стартовал на молодёжном европейском первенстве в Тампере.
В 2014 году среди прочего взял бронзу на Мемориале братьев Знаменских в Жуковском, одержал победу на молодёжном всероссийском первенстве в Саранске, выступил на чемпионате России в Казани.
Будучи студентом, в 2015 году представлял страну на Всемирной Универсиаде в Кванджу — в программе стипль-чеза показал время 8:47.60, расположившись в итоговом протоколе соревнований на девятой строке.
На чемпионате России 2016 года в Чебоксарах в беге на 3000 метров с препятствиями финишировал четвёртым (позднее в связи с допинговой дисквалификацией Ильдара Миншина поднялся на третью позицию).
В 2017 году занял второе место на Мемориале Знаменских в Жуковском, был лучшим на командном чемпионате России в Сочи, на Кубке России в Ерино и на чемпионате России в Жуковском. В последнем случае установил свой личный рекорд и показал лучший результат за всю историю чемпионата.
В 2018 году в стипль-чезе на 3000 метров превзошёл всех соперников на командном чемпионате России в Смоленске, на Мемориале Знаменских в Жуковском и на чемпионате России в Казани.
В 2019 году в дисциплине 3000 метров стал бронзовым призёром на зимнем чемпионате России в Москве. В стипль-чезе победил на Кубке России в Сочи и на Мемориале Знаменских в Жуковском, получил серебро на летнем чемпионате России в Чебоксарах, взял бронзу на командном чемпионате России в Сочи.
В 2020 году отметился победами на Мемориале Знаменских в Смоленске и на чемпионате России в Челябинске.
На чемпионате России 2021 года в Чебоксарах стал серебряным призёром.
В 2022 году выиграл серебряную медаль на чемпионате России по бегу на 1 милю в Оренбурге. Одержал победу на Кубке России в Брянске, на чемпионате России в Чебоксарах и на Всероссийской Спартакиаде в Челябинске.
В 2023 году победил на чемпионате России в Челябинске, став таким образом пятикратным чемпионом страны в беге на 3000 метров с препятствиями.
За выдающиеся спортивные достижения удостоен почётного звания «Мастер спорта России международного класса».